# Ribniško Pohorje
 (décembre 2023).
Si vous disposez d'ouvrages ou d'articles de référence ou si vous connaissez des sites web de qualité traitant du thème abordé ici, merci de compléter l'article en donnant les références utiles à sa vérifiabilité et en les liant à la section « Notes et références ».
Ribniško Pohorje est une station de ski de très petite taille, située près de Ribnica na Pohorju dans la région de Basse-Styrie, dans le nord-est de la Slovénie.
Le domaine skiable est réparti sur deux secteurs non reliés entre eux. Le secteur de Ribnica na Pohorju est situé en fond de vallée au niveau de Ribnica, entre 715 m et 921 m d'altitude. Le secteur de Ribniška koča a été développé sur les pentes du mont Črni Vrh (1 543 m), entre 1 368 m et 1 525 m d'altitude.
Il existe un projet de relier ces deux secteurs ainsi que le domaine de la station voisine de Kope au moyen de nombreux télésièges. Ce projet semble en 2009 n'être qu'au stade d'étude.